# Hình vuông

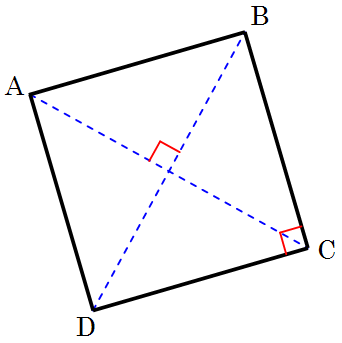
Hình vuông ABCD

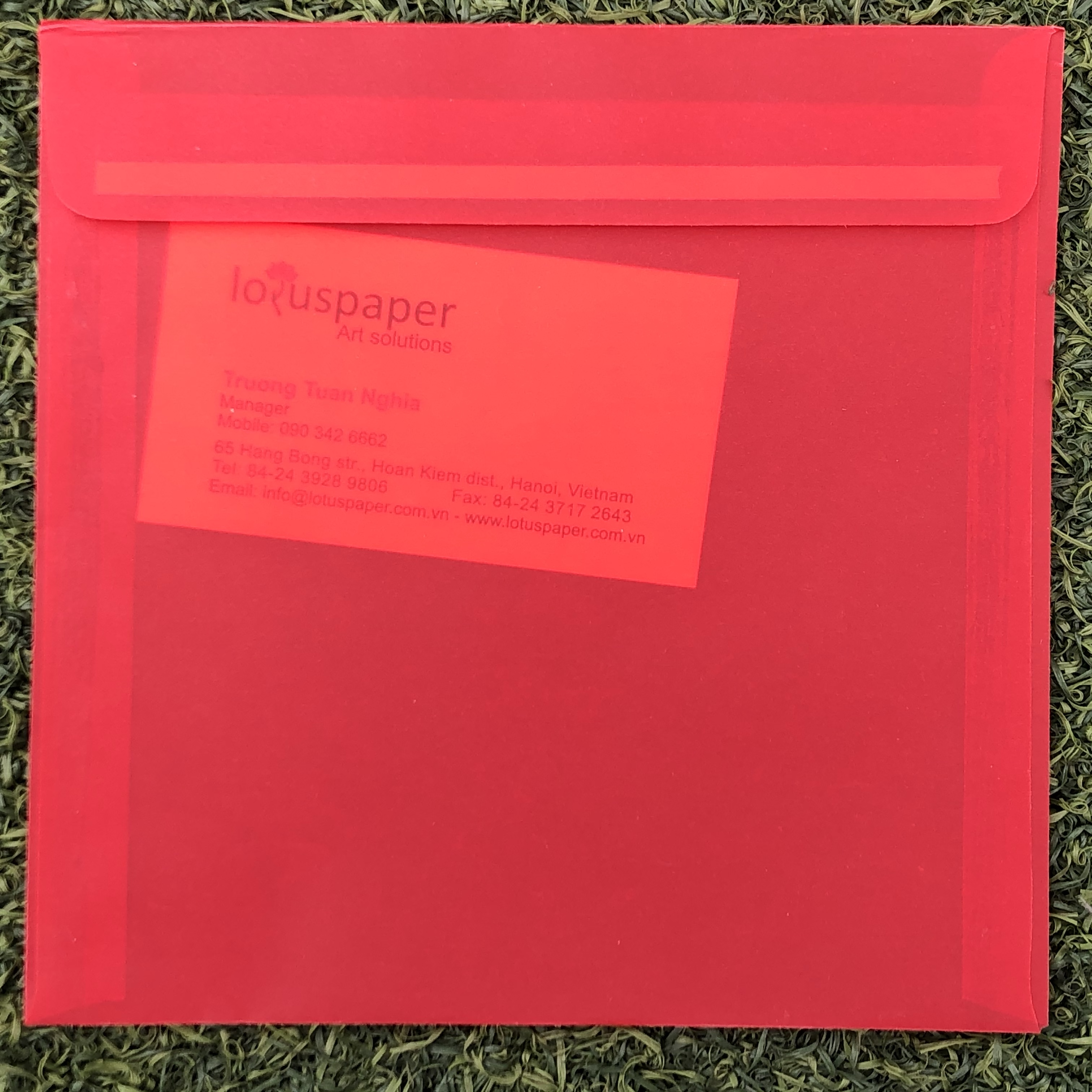
Phong bì giấy can hình vuông màu đỏ

Trong hình học Euclid, hình vuông là hình tứ giác đều, tức có 4 cạnh bằng nhau và 4 góc bằng nhau (4 góc vuông). 
Tọa độ Descartes của các đỉnh của 1 hình vuông có tâm ở gốc hệ tọa độ và mỗi cạnh dài 2 đơn vị, song song với các trục tọa độ là (±1, ±1). Phần trong của hình vuông đó bao gồm tất cả các điểm (x0, x1) với -1 < xi < 1.
Một hình vuông có bốn đỉnh A, B, C, D được kí hiệu là {\displaystyle \Box ABCD}.

## Tính chất

Đường tròn nội tiếp và ngoại tiếp của hình vuông

- 2 đường chéo bằng nhau, vuông góc và giao nhau tại trung điểm của mỗi đường.
- Có 2 cặp cạnh song song.
- Có 4 cạnh bằng nhau.
- Có một đường tròn nội tiếp và ngoại tiếp đồng thời tâm của cả hai đường tròn trùng nhau và là giao điểm của hai đường chéo của hình vuông.
- 1 đường chéo sẽ chia hình vuông thành hai phần có diện tích bằng nhau.
- Giao điểm của các đường phân giác, trung tuyến, trung trực đều trùng tại một điểm.
- Có tất cả tính chất của hình chữ nhật, hình thoi và cả hình thang cân.

## Dấu hiệu nhận biết
Một hình tứ giác là một hình vuông nếu như và chỉ nếu như nó là một trong những hình sau:
- Hình chữ nhật có hai cạnh kề bằng nhau.
- Hình chữ nhật có hai đường chéo vuông góc.
- Hình chữ nhật có một đường chéo là phân giác của một góc.
- Hình thoi có một góc vuông.
- Hình thoi có hai đường chéo bằng nhau.
- Hình bình hành có một góc vuông và hai cạnh kề bằng nhau.
- Hình tứ giác với độ dài các cạnh a, b, c, d mà có diện tích {\displaystyle S={\frac {1}{2}}(a^{2}+c^{2})={\frac {1}{2}}(b^{2}+d^{2})}.

## Diện tích hình vuông
Diện tích hình vuông bằng bình phương độ dài của cạnh:
{\displaystyle S=a^{2}\,}
Hình vuông là hình có diện tích lớn nhất so với các hình chữ nhật khác có cùng chu vi.

## Chu vi hình vuông
Chu vi hình vuông bằng tổng độ dài 4 cạnh của nó, hay bằng 4 lần độ dài một cạnh:
{\displaystyle P=4a}
Hình vuông là hình có chu vi nhỏ nhất so với các hình chữ nhật khác có cùng diện tích.

## Hình học phi Euclid
Trong hình học phi Euclid, hình vuông nói chung là hình có 4 cạnh bằng nhau và 4 góc bằng nhau.
Trong hình học Hyperbolic, không tồn tại hình vuông có góc vuông. Mặt khác, hình vuông trong bộ môn hình học này lại có các góc nhọn (bé hơn 90°). Hình vuông có diện tích càng lớn thì các góc của nó càng nhỏ.

## Từ nguyên
Từ vuông trong tiếng Việt bắt nguồn từ từ tiếng Hán thượng cổ 方 (có nghĩa là vuông, hình vuông). William H. Baxter và Laurent Sagart phục nguyên âm tiếng Hán thượng cổ của từ 方 là /*C-paŋ/. Chữ Hán 方 có âm Hán Việt là phương.